# Mead (Nebraska)
Mead é uma vila localizada no estado americano de Nebraska, no Condado de Saunders.

## Demografia
Segundo o censo americano de 2000, a sua população era de 564 habitantes.
Em 2006, foi estimada uma população de 610, um aumento de 46 (8.2%).

## Geografia
De acordo com o United States Census Bureau, a localidade tem uma área de 0,8 km², sem área coberta por água.

## Localidades na vizinhança
O diagrama seguinte representa as localidades num raio de 16 km ao redor de Mead.